# 梁田正勝
梁田 正勝（やなだ まさかつ）は、安土桃山時代から江戸時代前期にかけての旗本。

## 略歴
桶狭間の戦いで著名な簗田政綱の系譜の出身である。父の名は簗田出羽守だが、これが政綱を指すのか、その子広正を指すのかは不明。なお広正の子長教は天正10年（1582年）に戦没している。
文禄4年（1595年）徳川家康に仕え、以後は3代将軍家光の代まで出仕した。大番を務め400石を領した。寛永10年（1633年）に加増を受け620石となる。承応元年（1652年）に没したが、その時点で嗣子はなかったようで、古屋平右衛門の子が名跡を継いで梁田直次を名乗った。